# 羅曼·迪科

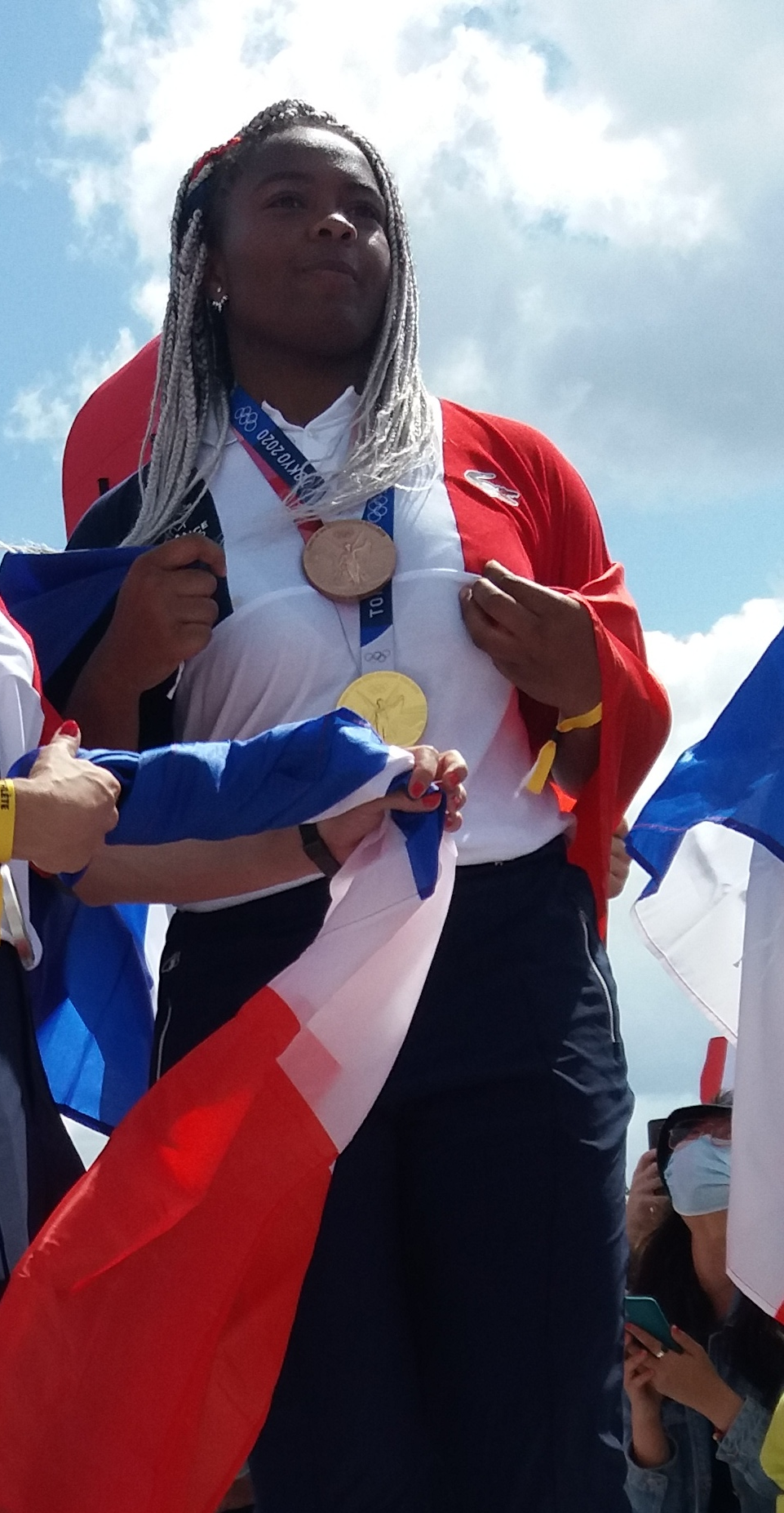
羅曼·迪科

羅曼·迪科（法語：Romane Dicko，1999年9月30日—），法國柔道運動員，她代表法國隊參加了日本舉行的2020年夏季奧林匹克運動會，並且在女子78公斤以上級比賽上獲得銅牌。